# Eutyrannosauria
|  | Dieser Artikel wurde aufgrund von formalen oder inhaltlichen Mängeln in der Qualitätssicherung Biologie im Abschnitt „Paläontologie“ zur Verbesserung eingetragen. Dies geschieht, um die Qualität der Biologie-Artikel auf ein akzeptables Niveau zu bringen. Bitte hilf mit, diesen Artikel zu verbessern! Artikel, die nicht signifikant verbessert werden, können gegebenenfalls gelöscht werden. Lies dazu auch die näheren Informationen in den Mindestanforderungen an Biologie-Artikel. Begründung: Vollprogramm |

Die Eutyrannosauria sind ein Taxon innerhalb der Überfamilie der Tyrannosauroidea, welche hauptsächlich die Tyrannosauridae sowie einige basale Vertreter wie Appalachiosaurus, Dryptosaurus und Bistahieversor umfassen, aus denen sich die Tyrannosauridae vermutlich entwickelten. Die Vertreter der Gruppe wurden hauptsächlich in Europa und Asien gefunden. Das Taxon wurde von Delcourt und Grillo im Jahr 2018 im Rahmen einer Studie beschrieben, welche sich mit der möglichen Präsenz von Tyrannosauroiden in der südlichen Hemisphere und der Phylogeografie der Tyrannosauroidea beschäftigte.

## Systematik
Die Eutyrannosauria sind ein Taxon innerhalb der Tyrannosauroidea. Innerhalb dieser gehören sie zu dem Taxon der Pantyrannosauria. Nach einer Studie von Voris et al. von 2020 umfassen die Eutyrannosauria die basalen Gattungen Bistahieversor, Appalachiosaurus und Dryptosaurus sowie die fortgeschrittene Familie der Tyrannosauridae. Diese enthält zwei Unterfamilien: Die Albertosaurinae, welche die Gattungen Gorgosaurus und Albertosaurus enthält, und die Tyrannosaurinae, welche sich wiederum in drei Gattungsgruppen aufteilen lässt: Die Alioramini mit den Gattungen Alioramus und Qianzhousaurus, die Daspletosaurini mit den Gattungen Daspletosaurus und Thanatotheristes und die Tyrannosaurini mit den Gattungen Tyrannosaurus, Tarbosaurus und Zhuchengtyrannus.